# Hans-Gebhard Bethge
Hans-Gebhard Bethge (* 23. Mai 1943 in Berlin) ist ein deutscher evangelischer Theologe.

## Leben
Nach der Promotion (Vom Ursprung der Welt. Die fünfte Schrift aus Nag-Hammadi-Codex II neu herausgegeben und unter bevorzugter Auswertung anderer Nag-Hammadi-Texte erklärt) 1975 zum Dr. theol. in Berlin und der Habilitation 1985 ebenda lehrte er ab 1992 als Professor an der Humboldt-Universität. 2008 trat er in den Ruhestand.
Seine Forschungsschwerpunkte sind koptisch-gnostische Schriften (Fragmente koptischer Bibeltexte).

## Veröffentlichungen (Auswahl)
- Der Brief des Petrus an Philippus. Ein neutestamentliches Apokryphon aus dem Fund von Nag Hammadi (NHC VIII,2) (= Texte und Untersuchungen zur Geschichte der altchristlichen Literatur. Band 141). Akademie-Verlag, Berlin 1997, ISBN 3-05-002494-1 (zugleich Habilitationsschrift, HU Berlin 1985).
- mit Hans-Martin Schenke und Ursula Ulrike Kaiser (Hrsg.): Nag Hammadi Deutsch. Band 1. NHC 1,1–5,1 (= Die griechischen christlichen Schriftsteller der ersten Jahrhunderte. Neue Folge. Band 8) (= Koptisch-gnostische Schriften. Band 2). De Gruyter, Berlin/New York 2001, ISBN 3-11-017234-8.
- mit Stephen Emmel, Imke Schletterer und Karen Leigh King (Hrsg.): For the children, perfect instruction. Studies in honor of Hans-Martin Schenke on the occasion of the Berliner Arbeitskreis für Koptisch-Gnostische Schriften's thirtieth year (= Nag Hammadi and Manichaean studies. Band 54). Brill, Leiden/Boston 2002, ISBN 90-04-12672-4.
- mit Hans-Martin Schenke und Ursula Ulrike Kaiser (Hrsg.): Nag Hammadi Deutsch. Band 2. NHC V,2–XIII,1, BG 1 und 4 (= Die griechischen christlichen Schriftsteller der ersten Jahrhunderte. Neue Folge. Band 12) (= Koptisch-gnostische Schriften. Band 3). De Gruyter, Berlin/Boston 2003, ISBN 9783110176568.
- mit Johanna Brankaer: Codex Tchacos. Texte und Analysen (= Texte und Untersuchungen zur Geschichte der altchristlichen Literatur. Band 161). De Gruyter, Berlin/New York 2007, ISBN 3-11-019570-4.